# مطار لال بهادور شاستري الدولي
مطار لال بهادور شاستري (إياتا: VNS، إيكاو: VEBN) هو مطار دولي يخدم فاراناسي في الهند. يقع في باباتبور، 26 كم (16 ميل) شمال غرب فاراناسي. كان يُعرف سابقًا باسم مطار فاراناسي، وسمي رسميًا على اسم لال بهادور شاستري، رئيس وزراء الهند الثاني، في أكتوبر 2005. وهو المطار العشرين الأكثر ازدحامًا في الهند من حيث حركة الركاب، وثاني أكثر المطارات ازدحامًا في ولاية أتر برديش. صنفه مجلس المطارات الدولي أفضل مطار في منطقة آسيا والمحيط الهادئ في عام 2020 (من 2 إلى 5 ملايين مسافر سنويًا).

## شركات الطيران والوجهات

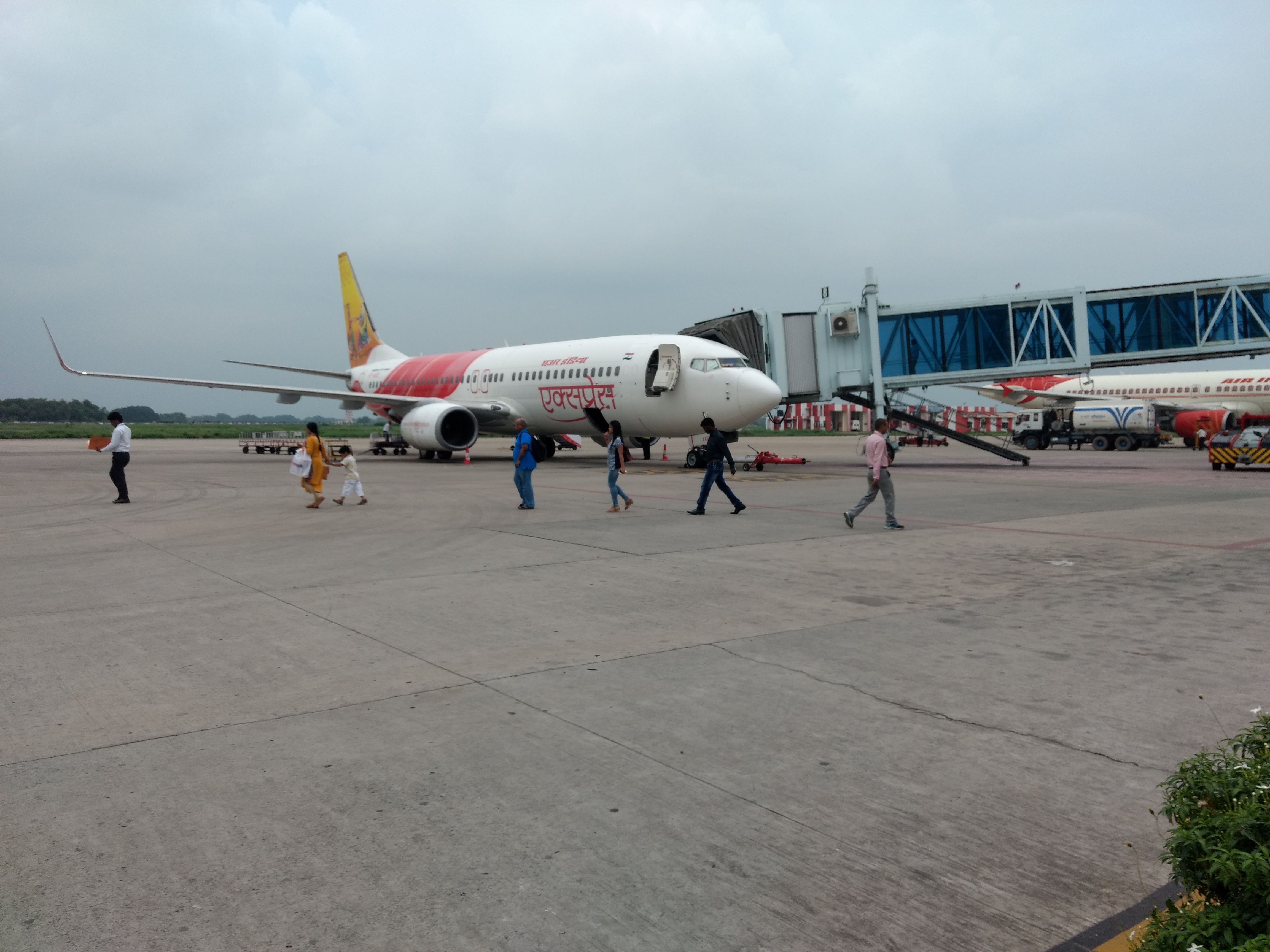
مظهر المطار

| شركـات طيـران       | الوجهات |
| ------------------- | --- |
| طيران الهند         | مطار انديرا غاندي الدولي، مطار تشاتراباتي شيفاجي الدولي |
| طيران الهند إكسبريس | مطار الشارقة الدولي |
| Akasa Air           | مطار كيمبيغودا الدولي، مطار تشاتراباتي شيفاجي الدولي |
| Buddha Air          | مطار تريبوفان الدولي |
| خطوط إنديقو         | مطار سردار فالابهبهاي باتل الدولي، مطار كيمبيغودا الدولي، Bhubaneswar، مطار تشيناي الدولي، مطار كويمباتور الدولي، مطار انديرا غاندي الدولي، Goa–Mopa، مطار راجيف غاندي الدولي، مطار نيتاجي سوبهاس شاندرا بوس الدولي، مطار تشاتراباتي شيفاجي الدولي، مطار بوني الدولي |
| سبايس جيت           | مطار انديرا غاندي الدولي |
| فيستارا             | مطار انديرا غاندي الدولي، مطار تشاتراباتي شيفاجي الدولي |